# Cijunti
Cijunti is een bestuurslaag in het regentschap Purwakarta van de provincie West-Java, Indonesië. Cijunti telt 4547 inwoners (volkstelling 2010).